# گل‌کپرگه
گل‌کپرگه، روستایی از توابع بخش الوار گرمسیری شهرستان اندیمشک در استان خوزستان ایران است.

## جمعیت
این روستا در شهر حسینیه قرار دارد و براساس سرشماری مرکز آمار ایران در سال ۱۳۹۵، جمعیت آن ۱۲۴ نفر (۳۷ خانوار) بوده‌است.